# Municipio Roma II
El Municipio Roma II es una de los 15 subdivisiones administrativas en las que está dividida la ciudad de Roma. En 2017 su población era de 168 469 habitantes.